# ジャングルジム

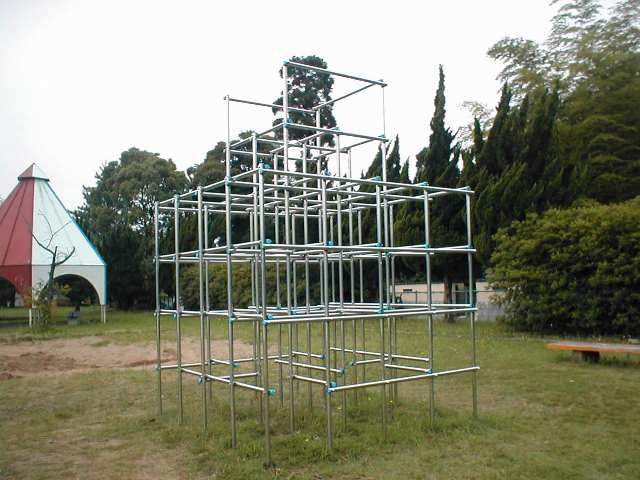
鉄パイプ製ジャングルジム

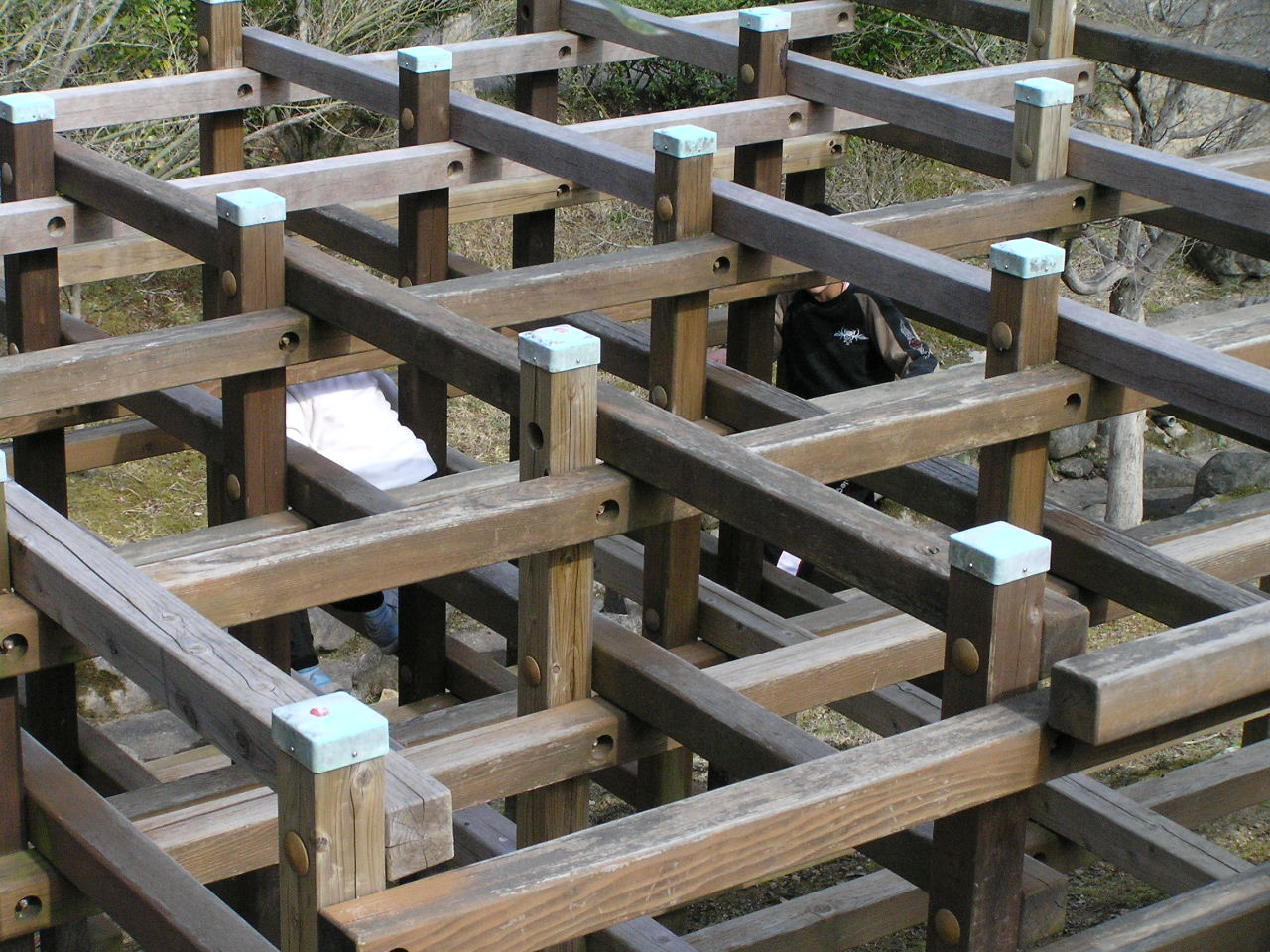
木製ジャングルジム

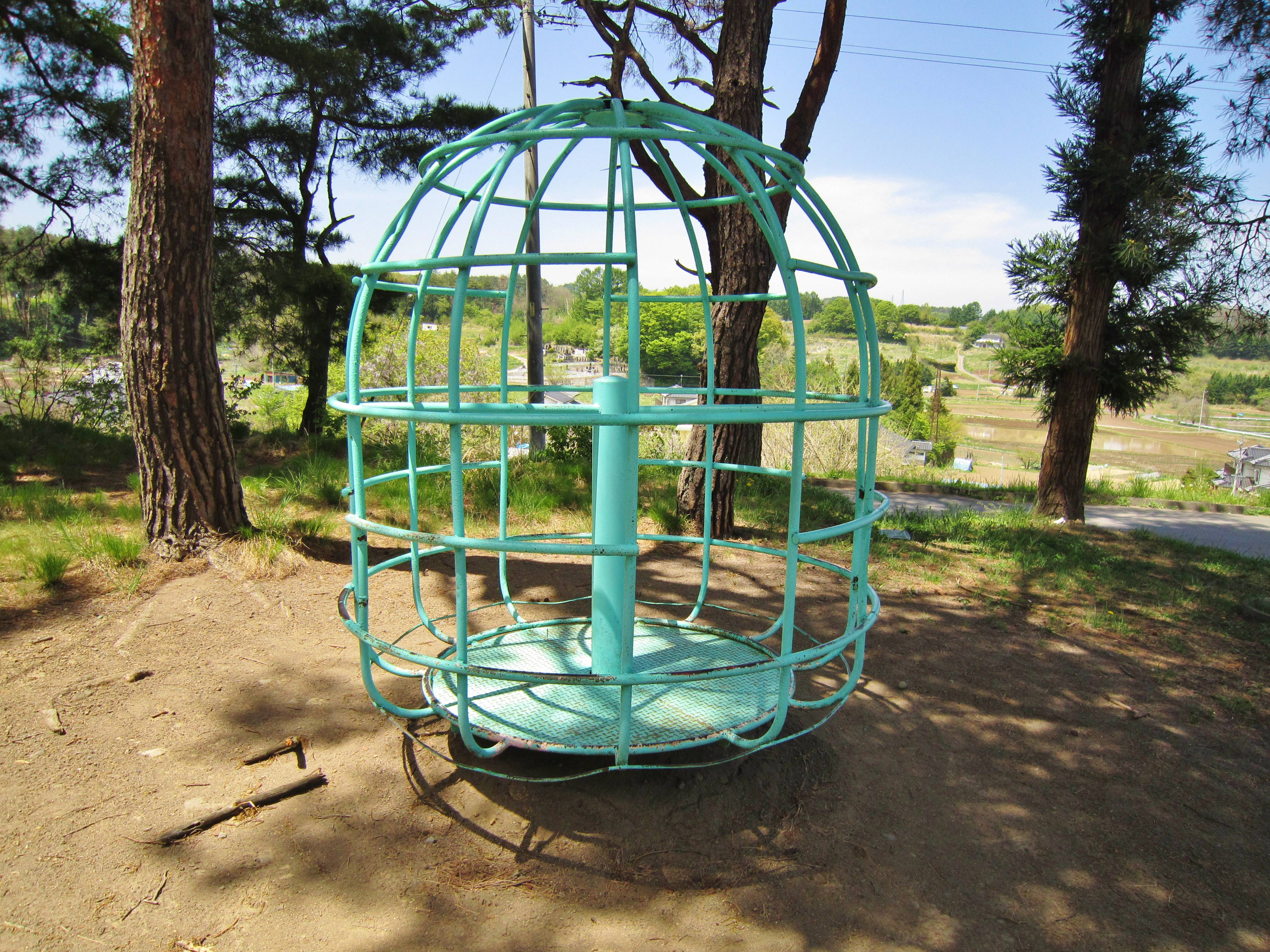
回転ジャングルジム

ジャングルジム（Jungle gym）とは、金属パイプの骨組みやロープなどでできた、子供が登ったり、ぶら下がったり、座ったりして遊ぶための遊具。1920年にシカゴの弁護士セバスティアン・ヒントン（Sebastian Hinton）によって発明された。「Jungle gym」は元は商標名であった。日本語では「枠登り（わくのぼり）」ともいう。
語源は鉄格子が入り組んでいる（訳:jungle：入り組んだ）（gym：運動できる）こととされている。

## 概要
大きな金属製の立方体を組み合わせた形のジャングルジムが一般的。鋼製の枠組みに古タイヤを固定したジャングルジムなど特殊なものもある。固い金属に頭をぶつけたり、手足を引っ掛けて捻挫などをする子供が多かったため、ロープで同様の機能を持たせたものや、梯子や手すりなどを外側に設けた木の台を持つものも普及している。
特殊な形状のものには、球形、円筒形、動物・乗り物の形など、様々な形の骨組みに作られたものもある。球形で可動型のものは特に「回転ジャングルジム」あるいは「グローブジャングルジム」と呼ばれる。
主に歩行を始めたばかりの乳児から幼児を対象として、室内で用いるためのプラスチックやダンボールで作られた小型のジャングルジムも市販されている。これらは組み立てに便利な構造となっており、小さく折りたためるものもある。
ジャングルジムの原形を作ったのはセバスティアン・ヒントンの父親のチャールズ・ハワード・ヒントン（Charles Howard Hilton）である。英国出身の数学者でSF作家だった彼は1887年に日本に渡って数学を教え始めたが、学生たちが4次元の概念を把握できないでいるのは幼少時に3次元の体験が少なかったからであると考え、接点にx,y,z座標を付した竹製の大きな立方体の枠組みを作り、正しい位置にたどり着く速さを競わせる遊びを考案した。